# Bredemeyera brevifolia
Bredemeyera brevifolia là một loài thực vật có hoa trong họ Polygalaceae. Loài này được (Benth.) Klotzsch ex A.W.Benn. mô tả khoa học đầu tiên năm 1874.